# Polo per le Libertà
Il Polo per le Libertà (o più semplicemente il Polo) è stata una coalizione politica italiana operativa tra il 1996 e il 2000.

## Nascita della coalizione
Precursore dell'alleanza fu il Polo del Buon Governo presente nei collegi del centro-sud durante le elezioni politiche in Italia del 1994, e costituito principalmente da Forza Italia ed Alleanza Nazionale.
Da sottolineare, comunque, che l'espressione Polo del Buon Governo non aveva i crismi dell'ufficialità. Nel caso della Camera, infatti, i nomi dei candidati di coalizione erano affiancati, sulla scheda elettorale, dai contrassegni delle singole forze politiche (Forza Italia, AN, CCD, UdC e PLD). Nel caso del Senato, dove era ammesso un solo contrassegno per coalizione, ciascun simbolo recava semplicemente i loghi dei due principali partiti promotori, senza cioè alcuna effettiva denominazione.
Nel quadro della ricomposizione del sistema politico italiano, il centro-destra si era presentato, in occasione delle elezioni politiche del 1994, nell'ambito di due coalizioni: il Polo delle Libertà, che includeva Forza Italia e Lega Nord, e il Polo del Buon Governo, che includeva Forza Italia e Alleanza Nazionale. In quota Forza Italia furono candidati anche esponenti del CCD di Casini. Al fine di identificare tale schieramento nel suo complesso si profilò il termine di Polo. La denominazione ufficiale arrivò invece nel 1996: dopo la caduta del governo Berlusconi I, l'area di centro-destra (esclusa la Lega Nord), prese il nome definitivo di Polo per le Libertà. Questo accadde in parallelo alla nascita di un vasto schieramento di centro-sinistra, L'Ulivo, e alla definitiva scomposizione di quelle istanze centriste che erano state fortemente penalizzate dal sistema elettorale.
In tale ambito, l'allora leader del Partito Popolare Italiano, Rocco Buttiglione, dopo aver avviato un percorso comune con il Partito Democratico della Sinistra, decise, in occasione di un consiglio nazionale riunitosi l'11 marzo 1995, di convogliare il suo partito verso l'area di centro-destra. La maggioranza dei delegati popolari fu però contraria a tale mossa, sia perché sembrava una sconfessione della linea politica portata avanti sino a quel momento, sia perché si nutrivano dubbi sulla gestione dirigistica di Forza Italia da parte di Silvio Berlusconi e sulle sue politiche di stampo liberistico, ritenute lesive degli interessi degli strati più deboli della popolazione. Si addivenne così ad una scissione, con la parte del PPI fedele a Buttiglione, denominatasi provvisoriamente Polo Popolare, che appoggiò la leadership di Berlusconi, mentre la maggioranza, con la denominazione Popolari, decise di aderire al progetto di alleanza di centro-sinistra sotto la guida di Romano Prodi.
Alle elezioni regionali del 1995 la coalizione di centro-destra fece il suo debutto, presentandosi in modo omogeneo nelle varie regioni. La coalizione comprendeva:
- Forza Italia - Il Polo Popolare;
- Alleanza Nazionale;
- Centro Cristiano Democratico.

Il risultato delle elezioni regionali, anche a causa di una sostanziale tenuta della Lega Nord e di un buon risultato dei Popolari, fu meno positivo di quanto sperato dai leader del centro-destra: furono conquistate 6 regioni a statuto ordinario su 15, ma tra queste vi erano quelle maggiormente popolate (Lombardia, Campania, Veneto, Piemonte, Puglia). Particolarmente negativo fu invece il risultato alle comunali e alle provinciali, sia per una scarsa organizzazione sul territorio da parte di partiti che avevano poco più di un anno di vita, sia per la convergenza ai ballottaggi dei voti di Lega Nord e centro-sinistra sui candidati contrapposti a quelli del Polo.
Nel luglio del 1995 nel PPI si formalizzò la scissione: il gruppo di Buttiglione si assicurò lo storico simbolo dello scudo crociato e ridefinì il suo movimento con il nome di Cristiani Democratici Uniti (CDU). Il resto del PPI si collocò stabilmente nell'alveo del centro-sinistra.

## La sconfitta alle politiche del 1996
In occasione delle elezioni politiche del 1996 la coalizione assunse il nome ufficiale di Polo per le Libertà e presentò un simbolo unico nella quota maggioritaria della Camera. Molte polemiche suscitò, negli ambienti cattolici della coalizione, un accordo con i radicali (Lista Pannella-Sgarbi), secondo il quale Forza Italia avrebbe aiutato i radicali nella presentazione di una serie di referendum e in cambio questi avrebbero applicato accordi di desistenza in un certo numero di collegi uninominali. La coalizione e liste presenti nelle schede per la parte proporzionale della Camera erano:
- Forza Italia;
- Alleanza Nazionale;
- Centro Cristiano Democratico - Cristiani Democratici Uniti.

Sommando i voti ottenuti nella quota proporzionale della Camera da questi partiti con quelli della Lista Pannella-Sgarbi si ottiene un risultato maggiore della somma dei voti dei partiti di centro-sinistra (44,0% contro 43,3%); tuttavia, il numero di seggi complessivo fu inferiore, in parte perché nei collegi uninominali dell'Italia settentrionale il successo della Lega Nord danneggiò maggiormente i candidati del Polo. Il centrodestra si posizionò quindi all'opposizione del governo Prodi I. Il Polo usò spesso toni forti contro il governo e fece ricorso anche a grandi manifestazioni di piazza (come quella di Roma dell'ottobre 1996), ma in alcune occasioni lo salvò da una possibile crisi, come nelle votazioni su un'operazione umanitaria in Albania e sull'allargamento della NATO, alle quali Rifondazione Comunista, parte della maggioranza di governo, aveva annunciato voto contrario.
Nel mese di giugno del 1996 si tennero le elezioni regionali in Sicilia; il centrodestra, avendo ottenuto la maggioranza dei seggi, formò una propria giunta.

## Le elezioni amministrative del 1997
Nel 1997 si tennero due importanti tornate amministrative, nelle quali si videro rinnovare i consigli comunali delle più grandi città italiane. In aprile-maggio si votò a Milano, dove il candidato del Polo Gabriele Albertini fu eletto sindaco, e a Torino, dove invece Raffaele Costa mancò l'elezione per poche migliaia di voti. Per la tornata autunnale Umberto Bossi lanciò l'idea di un'alleanza Lega-Polo per strappare il comune di Venezia al centro-sinistra: la cosa fece scalpore perché, dopo la svolta secessionista della Lega Nord, ogni ipotesi di collaborazione tra quest'ultima e il Polo pareva tramontata. L'accordo in effetti non si realizzò: entrambe le forze presentarono candidati "di bandiera" che furono sconfitti al primo turno dal sindaco uscente Massimo Cacciari. Non andò meglio nelle altre grandi città: ovunque i candidati del centro-destra furono battuti al primo turno da quelli del centro-sinistra oppure, come a Genova, esclusi dal ballottaggio. In definitiva si confermò la debolezza già mostrata dal Polo nelle elezioni amministrative.

## Polo in recupero nei voti ma in perdita in Parlamento
Nella primavera del 1998 si tenne una tornata amministrativa che vide un calo generalizzato dei partiti di governo e della Lega Nord e un successo dei candidati del Polo per le Libertà, che al ballottaggio si assicurò i sindaci di 15 capoluoghi di provincia su 20.
Nello stesso periodo, molti parlamentari esponenti abbandonarono i gruppi del Polo alla Camera e al Senato per aderire all'Unione Democratica per la Repubblica, la nuova formazione politica di Francesco Cossiga volta alla costruzione di un grande centro alternativo alla destra e alla sinistra; tale soggetto incluse il CDU di Buttiglione e alcuni esponenti fuoriusciti dal CCD (i quali, sotto la guida di Clemente Mastella, avevano costituito i Cristiani Democratici per la Repubblica), nonché alcuni esponenti di Forza Italia e AN. La crisi di governo avvenuta ad ottobre assegnò un ruolo importante all'UDR, che con i suoi voti permise la nascita del governo D'Alema I; tuttavia, alcuni parlamentari contrari ad appoggiare un governo di centro-sinistra rientrarono nei ranghi del centro-destra. Il conferimento dell'incarico di Presidente del Consiglio a Massimo D'Alema fu duramente criticato da Berlusconi, che dichiarò: "Questo governo nasce col contributo di un milione di nostri elettori". In conseguenza della nuova alleanza tra l'UDR e i partiti che avevano fatto parte dell'Ulivo, in Sicilia, Campania, Calabria e Molise (dove c'era già stato un cambio di giunta) i consiglieri regionali entrati nel partito di Cossiga sfiduciarono i presidenti di centro-destra e contribuirono ad eleggerne altri di centro-sinistra (i cosiddetti "ribaltini", chiamati così per analogia col "ribaltone" del 1994).

## Le elezioni europee del 1999
Il risultato delle elezioni europee del 1999 fu molto positivo per Forza Italia, tornata ad essere il primo partito italiano, meno per il CCD e per la lista AN-Patto Segni. Nel suo complesso la coalizione ebbe il 38,1% contro il 41,2% delle forze che sostenevano il governo D'Alema. Alle elezioni amministrative tenutesi in concomitanza il centro-destra ottenne il risultato notevolissimo di eleggere al ballottaggio il proprio candidato Giorgio Guazzaloca come sindaco di Bologna. In Piemonte i candidati del Polo ai ballottaggi godettero dell'appoggio della Lega Nord, come previde un accordo siglato dall'esponente leghista Domenico Comino. I vertici leghisti dimostrarono però di non gradire l'iniziativa e al congresso nazionale successivo Comino fu espulso. In seguito si riavvicinarono all'area di centro-destra il CDU e il Partito Pensionati.

## Il nuovo accordo con la Lega Nord e le regionali del 2000
In occasione delle elezioni regionali del 2000, la Lega Nord rientrò a far parte della coalizione di centro-destra. L'ingresso della Lega nell'alleanza comportò la modifica della denominazione della stessa, che divenne la Casa delle Libertà, nonostante lo scetticismo dai vertici di AN e CCD. I motivi dell'accordo sono stati visti nella necessità della Lega Nord di riacquistare visibilità dopo l'abbandono della politica secessionistica e di riuscire ad eleggere parlamentari nei collegi uninominali nel caso non fosse riuscita a superare lo sbarramento al 4% della quota proporzionale (come si sarebbe poi puntualmente verificato). Le elezioni regionali videro quindi i candidati del centro-destra appoggiati dai simboli delle seguenti formazioni:
- Forza Italia;
- Alleanza Nazionale;
- Centro Cristiano Democratico;
- Cristiani Democratici Uniti;
- Lega Nord.

A questi partiti si aggiunse il Partito Socialista - Socialdemocrazia (di Gianni De Michelis), poi divenuto Nuovo PSI, e la lista Liberal Sgarbi. Il centro-destra conquistò 8 regioni su 15, strappando al centro-sinistra Lazio, Liguria, Abruzzo e riconquistando la Calabria. Tale risultato, considerato un grande successo, lo spinse a chiedere elezioni politiche anticipate. La richiesta non fu ovviamente accolta dalla maggioranza di governo; tuttavia, Massimo D'Alema si dimise da Presidente del Consiglio e fu sostituito da Giuliano Amato.
La coalizione della Casa della Libertà risulterà vincitrice delle successive elezioni politiche del 2001, guidando il governo del Paese dal 2001 al 2006 (governo Berlusconi II e governo Berlusconi III).